# Приједорчанка (пшеница)
Приједорчанка је сорта хибридне пшенице настале у Републици Српској.

## Историјат
Приједорчанка је настала хибридизацијом новосадске линије NS 2568 и једне бањалучке линије BLР-10, те укрштањем ове линије са линијом Rt 22. Током трогодишњег испитивања у компаративним огледима гајена је под радним насловом BL2-2/89, а код Савезне сорте комисије испитана је у периоду 1992—1995. године под шифром 31, гдје је на основу трогодишњих резултата призната 1997. године.
Сорта Приједорчанка је показала да се селекцијом и оплемењивачким радом могу акумулирати у једној сорти гени носиоца родности и квалитета, што значи да ови гени имају дјелимично независан утицај у испољавању напријед наведених особина. Као извор гена, одговорних за квалитет, послужила је новосадска линија NS 2368(глу и други гени), а извор гена који су носиоци родности била је и линија BLР-10.

### Морфолошко- биолошке особине
Сорта Приједорчанка има просјечну висину стабљике око 96 cm. Стабљика је чврста, положај листова је семиеректофилан, са израженом воштаном превлаком у периоду од класања до зрења, клас без осја, гладак, зрно црвено, стакласто, припада варијетету lutescens. Отпорност према полијегању је у нивоу стандарда. Мање је отпорна на ниске температуре.
Принос хљеба код Приједорчанке износи 137g/100g брашна.
Сорта Приједорчанка припада групи сорти високог генетичког потенцијала што је потврдила у педкомисијским и комисијским огледима. Максималан принос од 8888 kg/ha забиљежен је у Крагујевцу 1992. године. Просјек по локалитету за период испитивања износио је 7194 kg/ha.
Сорта Приједорчанка је кроз период испитивања показала да припада групи сорти високог генетског потенцијала, а истовремено и одличног технолошког квалитета брашна и хљеба. Подноси високе дозе азотних ђубрива, добре је отпорности на биљне болести.
Сорта Приједорчанка остварила је највећу просјечну вриједност жетвеног индекса 41,60.